# Высшая специальная школа Генерального штаба Красной армии
Высшая специальная (разведывательная) школа Генерального Штаба Красной Армии — учебное заведение РККА по подготовке разведчиков.

## История создания и функционирования
Была создана в 1940 году на базе Специального факультета с курсами переводчиков и Разведывательных курсов усовершенствования комсостава Разведывательного управления РККА, переданных из Военной академии имени М. В. Фрунзе.
В соответствии с приказом НКО от 27 августа 1940 года Военной академии имени М. В. Фрунзе было приказано: с 1 сентября 1940 года передать необходимое количество преподавательского состава по списку, утверждённому начальником Генерального штаба РККА. Материальное обеспечение и обеспечение учебного процесса 1-го и 2-го факультетов новой школы на 1940/1941 учебный год сохранялось за Военной академией имени М. В. Фрунзе, а 3-го факультета и Разведывательных курсов усовершенствования комсостава сохранялось материальное обеспечение.
Находилась в прямом подчинении начальника Разведывательного управления во всех отношениях с 1 сентября 1940 года.
При школе функционировали Краснознамённые разведывательные курсы усовершенствования офицерского состава.
В 1946 году вошла в состав Военно-дипломатической академии Советской Армии.

## Награды
- 17 июня 1944 года —  Орден Красного Знамени — награждена указом Президиума Верховного Совета СССР от 17 июня 1944 года в ознаменование 20-й годовщины Высшей разведывательной школы Красной Армии и за выдающиеся успехи в подготовке офицерских кадров разведслужбы Красной Армии в период Отечественной войны.

## Известные преподаватели
- С. В. Блохин
- Я. Г. Бронин
- Б. Я. Буков
- Т. Ф. Воронцов
- Ф. П. Гайдаров
- И. В. Заикин
- В. С. Колоколов
- И. М. Коротких
- Я. Л. Котлярский
- М. А. Кочетков
- И. Г. Ленчик
- Н. И. Лянь-Кунь
- М. М. Малыгин
- Н. А. Новицкий
- Д. П. Петраков
- И. С. Романов
- Л. И. Соколов
- М. Ф. Супрунов
- А. Ф. Фёдоров
- К. Г. Фишер
- А. Я. Цыганков

## Известные выпускники
- А. А. Березин
- Г. Н. Большаков
- А. П. Гладкий
- В. С. Егнаров
- М. А. Мильштейн
- В. Н. Соловьёв